# Курмангалиева, Кристина Юрьевна
Кристина Юрьевна Курмангалиева (4 декабря 2004) — российская тяжелоатлетка. Призёр чемпионата России 2024 года. Мастер спорта России.

## Биография
Родилась 4 декабря 2004 года. Тренируется под руководством Сергея Николаевича Петрова. Воспитанница СШОР города Красноярска.
В ноябре 2023 года присвоено звание «Мастер спорта России».
В июле 2024 года на чемпионате России по тяжёлой атлетике, который состоялся В Новосибирске, Кристина в весовой категории до 81 кг завоевала бронзовую медаль с результатом 184 кг по сумме двух упражнений.

## Основные результаты
| Год  | Соревнования     | Место проведения | Весовая категория | Рывок, кг | Толчок, кг | Сумма, кг | Место |
| ---- | ---------------- | ---------------- | ----------------- | --------- | ---------- | --------- | ----- |
| 2024 | Чемпионат России | Новосибирск      | до 81 кг          | 83        | 101        | 184       | 3     |